# Fritz Kaufmann (skoczek narciarski)
Fritz Kaufmann (ur. 15 kwietnia 1905 w Grindelwaldzie, zm. w 22 stycznia 1941 tamże) – szwajcarski narciarz klasyczny, specjalista kombinacji norweskiej i skoczek narciarski, srebrny medalista mistrzostw świata, olimpijczyk.

## Przebieg kariery
W 1931 wystartował na mistrzostwach świata w Oberhofie zdobywając srebrny medal w skokach narciarskich. Wyprzedził go jedynie Birger Ruud, a trzecie miejsce na podium zajął Sven Selånger, który stracił do Szwajcara 1,3 punktu. Kaufmann został tym samym pierwszym Szwajcarem, który zdobył medal mistrzostw świata w skokach, oraz drugim w historii szwajcarskim medalistą mistrzostw świata w narciarstwie klasycznym (pierwszym był kombinator Xaver Affentranger).
W 1932 wziął udział w igrzyskach olimpijskich w Lake Placid. Zajął tam szóste miejsce w konkursie skoków oraz 23. miejsce w zawodach kombinacji norweskiej.
W wieku 35 lat popełnił samobójstwo.

## Osiągnięcia w skokach narciarskich

### Igrzyska olimpijskie
| Miejsce | Dzień     | Rok  | Miejscowość | Konkurencja       | Wynik     | Strata   | Zwycięzca   |
| ------- | --------- | ---- | ----------- | ----------------- | --------- | -------- | ----------- |
| 6.      | 12 lutego | 1932 | Lake Placid | Skocznia normalna | 228,1 pkt | 12,3 pkt | Birger Ruud |

### Mistrzostwa świata
| Miejsce | Dzień     | Rok  | Miejscowość | Konkurencja       | Czas biegu | Strata  | Zwycięzca   |
| ------- | --------- | ---- | ----------- | ----------------- | ---------- | ------- | ----------- |
| 2.      | 13 lutego | 1931 | Oberhof     | Skocznia normalna | 236,0 pkt  | 7,2 pkt | Birger Ruud |

## Osiągnięcia w kombinacji norweskiej

### Igrzyska olimpijskie
| Miejsce | Dzień     | Rok  | Miejscowość | Konkurencja   | Wynik      | Strata      | Zwycięzca            |
| ------- | --------- | ---- | ----------- | ------------- | ---------- | ----------- | -------------------- |
| 23.     | 11 lutego | 1932 | Lake Placid | Indywidualnie | 446.00 pkt | -125.30 pkt | Johan Grøttumsbråten |